# カンポロンゴ・スル・ブレンタ
カンポロンゴ・スル・ブレンタ（伊: Campolongo sul Brenta）は、イタリア共和国ヴェネト州ヴィチェンツァ県ヴァルブレンタに属する分離集落（フラツィオーネ）。
かつては独立したコムーネであったが、2019年1月30日にチズモーン・デル・グラッパ、サン・ナザーリオ、ヴァルスターニャと合併して新自治体の一部となった。

## 地理

### 位置・広がり

#### 隣接コムーネ
コムーネとしてのカンポロンゴ・スル・ブレンタは、以下のコムーネと隣接していた。
- バッサーノ・デル・グラッパ
- コンコ
- サン・ナザーリオ
- ソラーニャ
- ヴァルスターニャ